# Tilky Jones

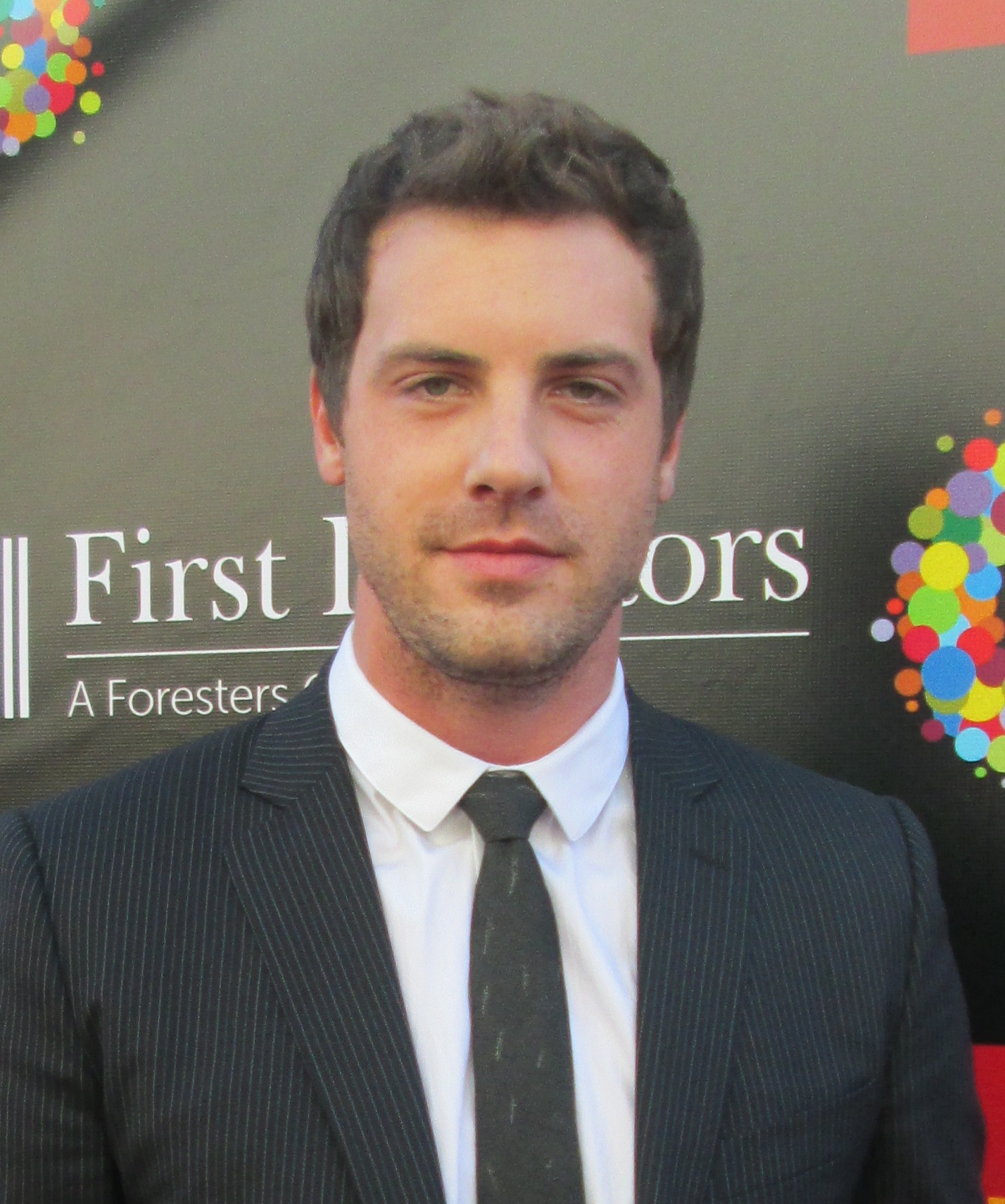
Tilky Jones (2013)

Tilky Montgomery Jones (* 24. Juni 1981 in Charleston, South Carolina) ist ein US-amerikanischer Schauspieler und Musiker. Von 1997 bis 2001 war er Mitglied der Boygroup Take 5.

## Leben und Karriere
Tilky Jones wurde in Charleston als Sohn eines Anwalts und einer Floristin geboren und wuchs anschließend ab seinem dritten Lebensjahr in Vero Beach, im US-Bundesstaat Florida, zusammen mit seinem Bruder auf, wo er die örtliche High School besuchte. Während seiner Schulzeit trat er am Theater auf und begann seine stets vorhandene Schüchternheit abzulegen. Im Alter von 12 Jahren fand er einen ersten Agenten, der ihm Jobs im Bereich der Werbung verschaffte. Jones besitzt Erfahrung in den Kampfsportarten Judo, Ju-Jutsu und Karate. 1994 war er im Film Lost Island erstmals vor der Kamera zu sehen. Später begann Jones in einer Punkband mit dem Namen User Friendly Musik zu machen. 1997 gründete er mit Freunden die Boygroup Take 5, nachdem Produzent Lou Pearlman aus Orlando plante, eine neue Boyband unter Vertrag zu nehmen. Mit dieser Band war Jones bis 2001 als Musiker aktiv war. Im Jahr 2000 veröffentlichten sie das Album Against All Odds. Die Band zerfiel, nachdem Produzent Pearlman der Band Geld unterschlug. Er wurde 2008 zu einer 25-jährigen Haftstrafe verurteilt. Jones entschied sich nach dem Ende von Take 5 Schauspieler zu werden.
Es folgte ein Umzug nach Kalifornien, wo er zunächst kleinere Schauspieljobs übernahm. Seine erste größere Rolle übernahm er als Tilky Flint im Abenteuerfilm Jede Sekunde zählt – The Guardian. 2008 trat er als Eric im Actionfilm The Fighters auf. Es folgten Gastrollen in Serien wie One Tree Hill, Single Ladies und Pretty Little Liars. Von 2012 bis 2013 übernahm er als Sean Butler eine wiederkehrende Rolle in der Serie Nashville. Seitdem folgten vor allem Rollen in Fernsehfilmen und gelegentliche Gastrollen in TV-Serien.

## Filmografie (Auswahl)
- 1994: Lost Island
- 2001: Longshot – Ein gewagtes Spiel (Longshot)
- 2003–2007: One Tree Hill (Fernsehserie, 3 Episoden)
- 2006: Jede Sekunde zählt – The Guardian (The Guardian)
- 2008: The Fighters (Never Back Down)
- 2010: Every Day
- 2011: Single Ladies (Fernsehserie, 3 Episoden)
- 2011: Pretty Little Liars (Fernsehserie, 2 Episoden)
- 2012–2013: Nashville (Fernsehserie, 5 Episoden)
- 2014: Naughty & Nice (Fernsehfilm)
- 2016: A Father’s Secret (Fernsehfilm)
- 2016: The Wrong House (Fernsehfilm)
- 2016–2019: My Sister Is So Gay (Fernsehserie, 9 Episoden)
- 2017: Open Marriage (Fernsehfilm)
- 2017: Second Chance Christmas (Fernsehfilm)
- 2018: Glimpse (Fernsehserie, Episode 1x02)
- 2019: Scare BNB
- 2019: The Secret Lives of Cheerleaders (Fernsehfilm)
- 2020: The Charm of Love
- 2022: The Rookie (Fernsehserie, Episode 4x14)
- 2023–2024: Shrinking (Fernsehserie, 6 Episoden)
- 2024–2025: Ruthless (Fernsehserie, 7 Episoden)
- 2025: Straw